# Shannon (zespół muzyczny)
Shannon – utworzony w 1994 roku w Olsztynie przez Marcina Rumińskiego, Agnieszkę Szwałkiewicz i Sławka Drajera zespół grający muzykę celtycką.

## Historia
Członkowie zespołu przyznają, że początkowo inspirowali się zespołem Clannad, którego muzykę usłyszeli po raz pierwszy w serialu Robin z Sherwood. Grupa zaczęła grać na typowo irlandzkich instrumentach, w swoich piosenkach używa tekstów szkockiego poety Roberta Burnsa.
W 2001 roku zespół nagrał ścieżkę dźwiękową do filmu 1409. Afera na zamku Bartenstein będącą połączeniem wielu gatunków: reggae, hip-hop, flamenco, rock, heavy metal. W roku 2005 Shannon łącząc się z szantowym zespołem Ryczące Dwudziestki utworzył projekt Ryczące Shannon.
W 2006 roku okładka płyty Tchort Vee Scoont Folk projektu Tomasza Modrzejewskiego otrzymała nagrodę w plebiscycie Wirtualne Gęśle na najlepszą polską płytę folkową w kategorii Najciekawsza okładka płyty.
W 2006 roku Shannon zagrał wspólnie z Gendosem trasę koncertową Listopad z duchami. W 2007 roku ukazuje się przełomowa płyta Shannon pierwsza w historii zespołu bez gitary Psychofolk.
W 2010 roku został wydany 7 album Shannon Celtification – po trzech latach przerwy do składu powróciła gitara.
W 2012 roku, w marcu zespół oficjalnie zrezygnował z zestawu perkusyjnego i brzmień muzyki komercyjnej na rzecz instrumentarium akustycznego z bodránem i kontrabasem.

## Skład zespołu
Do marca 2007 roku:
- Marcin Rumiński – tin whistle, highland bagpipes (rodzaj dud), akordeon, uilleann pipes (rodzaj dud), śpiew
- Bartosz „Kuba” Kondrat – gitara, śpiew
- Paweł „Piórek” Piórkowski – gitara basowa
- Sebastian Bednarczyk – buzuki
- Marek „Marcus” Kwadrans – bodhrán
- Maciej „Adaś” Pancer – perkusja
- Agnieszka Szwałkiewicz – śpiew, instrumenty klawiszowe
- Dagmara „Dagi” Szabłowska – śpiew
- i inni

Od marca 2007:
- Maria Namysłowska – vocal, piano
- Marcin Rumiński – lider
- Marek Kwadrans – bodhran
- Paweł Piórkowski – bas
- Marcin Drabik – skrzypce
- Roman Ślefarski – perkusja

Od 2008 roku:
- Marcin Rumiński – whistle, highland bagpipes, mandolina, bombarda, śpiew
- Maria Rumińska – piano, kości, śpiew
- Marcin Drabik – skrzypce
- Paweł Piórkowski – bas
- Romek Ślefarski – perkusja

Od 2010
- Marcin Rumiński – whistle, highland bagpipes, mandolina, bombarda, śpiew
- Maria Rumińska – piano, melodyka, kości, śpiew
- Marcin Drabik – skrzypce
- Rafał Rupiński – gitara
- Paweł Puszczało – bass
- Przemek Nagadowski – perkusja

Od 2011
- Marcin Rumiński – whistle, highland bagpipes, mandolina, śpiew
- Maria Rumińska – melodyka, melodeon (akordeon diatoniczny), kości, śpiew
- Marcin Drabik – skrzypce
- Rafał Rupiński – gitara
- Paweł Puszczało – bas
- Karol Domański – perkusja

Od 2012
- Marcin Rumiński – whistle, mandolina, śpiew
- Maria Rumińska – melodeon (akordeon diatoniczny), kości, śpiew
- Marcin Drabik – skrzypce
- Szymon Białek – gitara
- Jacek Fedkowicz- bas
- Patrycja Napierała- bodhrán

## Dyskografia
- Loch Ness (1996)
- Święto duchów (1997)
- Shannon (1999)
- 1409. Afera na zamku Bartenstein (2001, ścieżka dźwiękowa)
- Green hypnosis (2003)
- Tchort Vee Scoont Folk ! (2005)
- Psychofolk (2007)
- Celtification (2010)
- 8th (2013)

## Inne
- Sztukmistrz z miasta Lublina – Teatr im. Stefana Jaracza w Olsztynie- opracowanie muzyczne, wykonawcy (2016)